# Claude Ballin
Claude Ballin, född 1612 och död 22 januari 1678, var en fransk guldsmed.

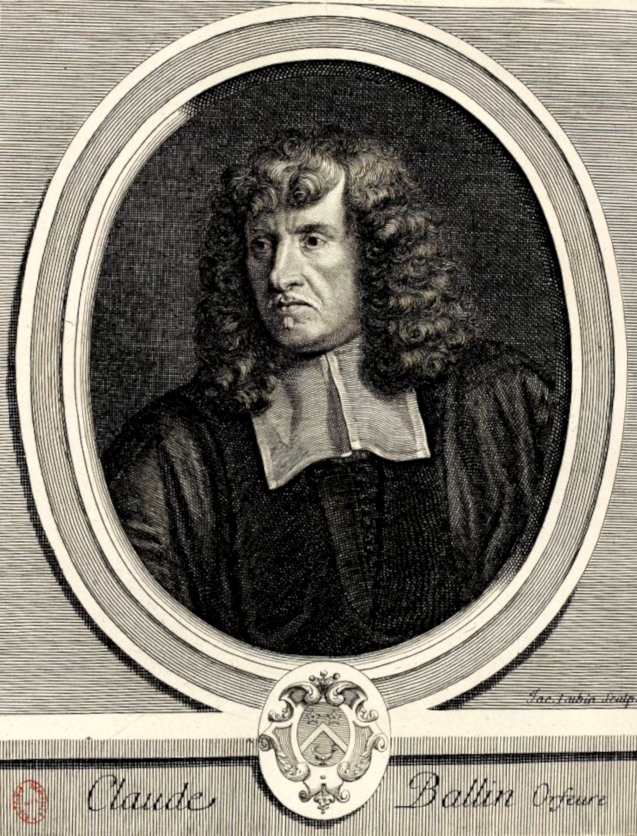
Claude Ballin (1615-1678).

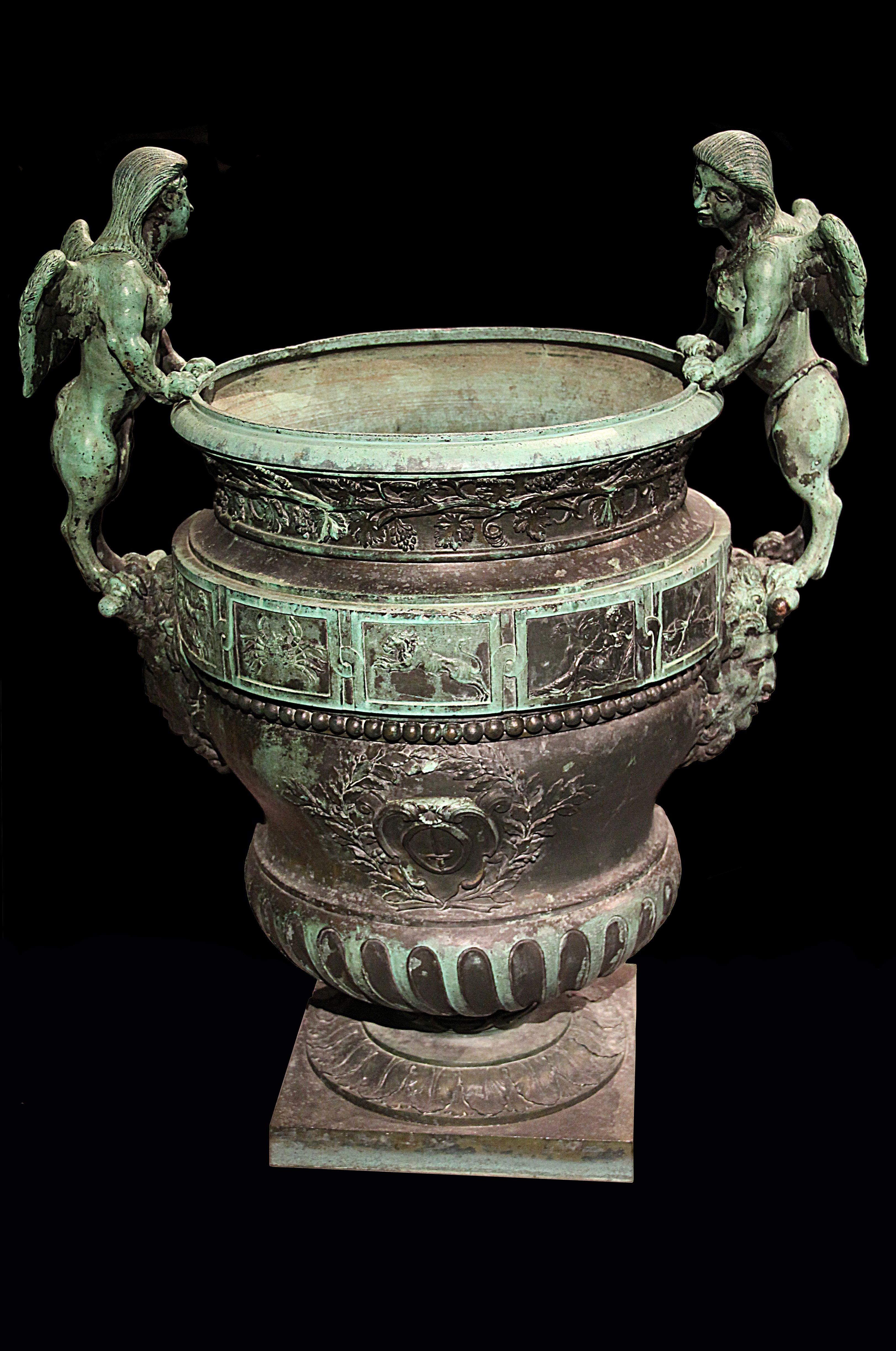
Bronsvaser med kimärer tillverkade 1665 av Claude Ballin för parterre du Midi i Versailles.

Ballin arbetade huvudsakligen åt Ludvig XIV, dels för dennes personliga del såsom värjfästen och liknande; dels och framför allt för de kungliga slotten, till vilka han utförde ett stort antal prydadssaker såsom kandelabrar, stora vaser, till och med hela möbler i drivet silver, smärre bord, guéridoner, småbord och liknande föremål i silver, ofta förgyllda.
Det dyrbara materialet gjorde, att kungen senare måste låta smälta ned alltsammans, varför inget av hans under samtiden högt prisade konst finns kvar. Endast en del känner man idag genom avbildningar.